# وليام شتيج
وليام شتيج (14 نوفمبر 1907 -3 أكتوبر 2003 م) كان رسام كارتون وكاتب كتب أطفال أمريكي.